# Síndrome de Zellweger
El síndrome de Zellweger o síndrome cerebro-hepato-renal es una enfermedad metabólica hereditaria poco frecuente producida por una deficiencia en la biogénesis de los peroxisomas. Se caracteriza por un trastorno en el funcionamiento neurológico con signos y síntomas tales como hipotonía profunda, convulsiones neonatales, dificultad para alimentarse, y retraso en el desarrollo psicomotor.  Suele presentarse con malformaciones en cara y cráneo, trastornos en el funcionamiento del hígado, con hepatomegalia y fibrosis hepática, quistes en los riñones, anormalidades en la sustancia blanca del cerebro y consecuencias de la alteración de la migración neuronal en los hemisferios cerebrales, en el cerebelo y en el núcleo olivar inferior.
El síndrome es consecuencia de varias mutaciones en cualquiera de cerca de una docena de genes que codifican la maquinaria de ensamblaje de los peroxisomas. Desde el punto de vista bioquímico, los pacientes carecen de peroxisomas funcionales lo que ocasiona un déficit casi total de la beta-oxidación, acumulándose ácidos grasos ramificados y de cadena larga, ácidos biliares anormales y leucotrienos. Además no funciona correctamente la síntesis del ácido docosahexaenoico y de los plasmalógenos.  También está comprometida la síntesis de ácido pipecólico y las etapas peroxisomales de la síntesis de isoprenoide.

## Historia
Se trata de un desorden congénito nombrado así por Hans Zellweger, un antiguo profesor de pediatría y genética en la Universidad de Iowa que investigó la enfermedad.

## Epidemiología
Se estima una frecuencia entre 1/25.000 y 1/100.000 nacidos vivos, con una mortalidad del 70% de los pacientes en los tres primeros meses de vida y casi la totalidad antes del año, aunque se han descrito variantes más leves con una supervivencia mayor, incluso hasta la segunda década de la vida.
La muerte ocurre habitualmente en los 6 meses después del principio de la enfermedad y puede ser causada por una crisis respiratoria, una hemorragia gastrointestinal o una insuficiencia hepática.

## Etiología
El peroxisoma es un orgánulo común a las células nucleadas del organismo, particularmente en las de hígado y riñón. Se relaciona con diversas funciones enzimáticas, incluyendo reacciones de óxido-reducción (de aminoácidos, l-alfa-hidroxiácidos, poliaminas, oxalato, etc.).
En ellos se encuentran varias enzimas, como la ATPasa transportadora del ácido graso-CoA, cuya deficiencia es la responsable del síndrome de Zellweger por acumulación de ácido fitánico. Además, en los peroxisomas ocurren la biosíntesis de los plasmalógenos, ácidos biliares, peróxido de hidrógeno y colesterol, e igualmente gluconeogénesis y transaminación de glioxalato. Dada la multiplicidad de funciones que se le adjudica, no es sorprendente que la disfunción relacionada con el peroxisoma sea también múltiple en sus manifestaciones, las cuales se conocen, de manera general, como Trastornos Peroxisomales.
El síndrome se desarrolla cuando el individuo, por un descontrol genético, es incapaz de oxidar los ácidos grasos de cadenas largas ( más de 22 átomos de carbono). Dichos ácidos grasos son fundamentales en las funciones de los peroxisomas. Debido a que los ácidos grasos de cadenas largas se encuentran localizados por lo general en las células del sistema nervioso central, este desorden afecta el desarrollo del cerebro y provoca la destrucción de mielina en las vainas nerviosas del cerebro. 

### Genes implicados
Los genes implicados en la enfermedad son:
- PEX1 – Locus 7q21-q22 (el más frecuente, en torno al 70%)
- PEX2 – Locus  8q13-21
- PEX3 – Locus 6q23-q24
- PEX5 – Locus 12p13.31
- PEX6 – Locus 6p21.1
- PEX10 – Locus 1p36.22
- PEX12 – Locus 17q12
- PEX13 – Locus 2p15
- PEX14 – Locus 1p36.2
- PEX16 – Locus 11p12-p11.2
- PEX19 – Locus 1q22
- PEX26 – Locus 22q11-21

## Patogenia
Las alteraciones del peroxisoma, condicionadas genéticamente, implican perturbaciones importantes de sus vías metabólicas. Esto se relaciona fundamentalmente con la ausencia de proteínas funcionales de este orgánulo, las cuales son sintetizadas citoplasmáticamente, a través de la mediación de genes nucleares. Estas proteínas deben luego ser importadas, a través de un mecanismo mediado por secuencias polipeptídicas de reconocimiento peroxisomal, como la proteína Pex 5. Cuando este proceso de importación ocurre de manera anómala, se producen cambios drásticos en la función del peroxisoma. 
La caracterización original del síndrome de Zellweger incluyó la descripción de profundas alteraciones morfológicas y funcionales de los peroxisomas y de las mitocondrias. Considerando lo anterior y la comprobada síntesis mitocondrial de 20:4n-6 y 22:6n-3 desde acetato marcado, puede suponerse que la disfunción mitocondrial se relaciona con alteraciones de los niveles de ácidos grasos.
Esto explicaría la aparente contradicción entre el aumento (o normalidad) de niveles de algunos ácidos grasos y la disminución de otros, siempre que se considere que la síntesis mitocondrial normal implica la participación de reacciones enzimáticas n-3 y n-6 específicas. Existen pruebas adicionales de una vía como la planteada derivada del estudio de la síntesis retinal de fosfolípidos. Por otra parte, esta hipotética vía permitiría la explicación de la reducción de los niveles de ácido araquidónico, la cual, si bien no ocurre siempre ni necesariamente en todos los tejidos, no puede de ninguna manera ser explicada a través de defectos en la - oxidación. Además, se ha probado que el acetato generado intramitocondrialmente (a partir de lactato) puede aumentar notablemente la síntesis de 20:4n-6 y 20:5n-3, lo que indica la presencia intramitocondrial de la maquinaria enzimática necesaria para la elongación. 
Es de destacar que, puesto que el transporte de ácidos grasos hacia la mitocondria es dependiente de carnitina, pueden esperarse alteraciones “Zellweger-similares” derivadas del déficit de este compuesto, aspecto que, de hecho, ha sido ya reportado. Por ejemplo, la administración de diversos fibratos (excretables como ésteres de carnitina) hace proliferar a los peroxisomas, pero reduce los niveles de carnitina, generando ese patrón “Zellweger-similar”. Infante y Huszagh han reportado recientemente la coincidencia de déficit de carnitina y disminución de ácido docosahexaenoico en trastornos ligados a la oxidación y a la fosforilación oxidativa, lo que representa una evidencia indirecta adicional al modelo propuesto. 
El efecto reportado para los neurolépticos, capaces de disminuir los niveles de 22:6n-3, dan soporte a la participación de la oxidación peroxisomal, pero también a la participación mitocondrial, puesto que se reporta inhibición de la carnitina octanoiltransferasa y de la carnitina palmitoiltransferasa. Las ventajas de la participación mitocondrial normal en esta vía son las siguientes:
- Acceso rápido al suplemento citosólico de sustratos y cofactores
- Competición minimizada para acil-sustratos por la maquinaria - oxidativa de la membrana interna.
- Facilidad de exportación de productos para otros orgánulos y/o productos de secreción

El campo de estudio de los déficits de 22:6n-3 es muy amplio, toda vez que se han atribuido múltiples funciones a los fosfolípidos que los contienen. Entre otras, se encuentran la participación en múltiples sistemas de membrana relacionados con actividad enzimática, de transporte o señalización. Por otra parte, los ácidos grasos deficitarios en el Síndrome de Zellweger parecen estar implicados en muchas otras funciones importantes, incluyendo la mielinización, la migración neuronal, y el desarrollo morfológico. De allí que el tratamiento de los trastornos peroxisomales con derivados del ácido docosahexaenoico se ha constituido en una alternativa terapéutica relevante, cuya eficacia clínica ya ha venido siendo comprobada.

## Cuadro clínico
Los afectados por el síndrome de Zellweger presentan los siguientes signos y síntomas:
- Hepatomegalia, es un aumento severo del hígado, lo que conlleva que padezca de hígado palpable.
- Hipotonía, flacidez muscular.
- Fontanela anterior grande y suturas craneales muy abiertas, lo que implica una cara redonda y orejas diplasicas de implantación bajas.
- Hipertelorismo, aumento de la separación de  los ojos.
- Párpados edematosos, párpados hinchados debido a la falta de drenaje linfático.
- Hipoplasia y displasia, desarrollo anormal o incompleto de algunos órganos y tejidos.
- Manchas de Brushfield, manchas blancas o amarillentas alrededor del iris.
- Nistagmos.
- Heterotropia, desplazamiento congénito de un órgano.
- Retraso mental.
- Orificios de la nariz antevertidas.
- Paladar ojival, paladar en forma de bóveda.
- Micrognatia, mandíbula anormalmente pequeña.
- Ictericia, coloración amarillenta de la piel.
- Quistes renales, macroscópicos a nivel cortical y microscópicos a nivel tubular y glomerular.
- Retraso de crecimiento tanto intrauterino como postnatal.

## Clasificación
Dependiendo del grado de afectación funcional, se reconocen dos grandes grupos de trastornos peroxisomales:
- Grupo I: En el cual la biogénesis normal del peroxisomas está alterada con alteraciones funcionales múltiples. Implican ausencia o disminución importante del número de peroxisomas, con posibles alteraciones microscópicas visibles (“fantasmas” de peroxisomas). El síndrome de Zellweger (enfermedad autosómica recesiva) es la forma más representativa, a veces conocida como síndrome cerebro-hepato-renal
- Grupo II: En el cual se presentan deficiencias aisladas de una proteína, con alteraciones puntuales. La adrenoleucodistrofia ligada al cromosoma X es una forma de este grupo.

A pesar de esta clasificación, actualmente se tiende a reconocer que los trastornos peroxisomales constituyen sólo una entidad clínica, con grados variables de presentación. En efecto, se presenta un continuo clínico, con manifestaciones como dismorfias, trastornos oculares, retraso psicomotor, hepato y nefropatías y trastornos importantes del sistema nervioso central, incluyendo desmielinización importante.

## Diagnóstico
El cuadro clínico característico del síndrome de Zellweger incluye hepatomegalia, elevados niveles sanguíneos de minerales como el hierro y el aluminio, polimicrogiria (desorganización neuronal), retraso mental, pérdida auditiva, y defectos en la retina. El síndrome de Zellweger debe sospecharse en todo niño con problemas craneofaciales, asociadas a la hepatomegalia.
Los síntomas no siempre son tan obvios como para dirigir a un rápido diagnóstico en el recién nacido. Los síntomas más comunes son aparentes en los rasgos faciales de los recién nacidos, pareciéndose a la dismórfia craneofacial del síndrome de Down. Es común ver ataques epilépticos, fontanelas anormalmente grandes, y notable hipotonía muscular.
Otras enfermedades, como la de Refsum infantil (IRD), adrenoleucodistrofia neonatal (NALD), son generalizadas como síndrome similar a Zellweger debido a que es difícil distinguir un cuadro clínico del otro.

## Tratamiento
No existe un remedio curativo para la enfermedad de Zellweger, solo un tratamiento paliativo que consiste en un suministro de ácidos grasos omega 3, que mejora las alteraciones neurológicas, frenando el retraso psicomotor y el deterioro visual y auditivo.
Pero es de mayor importancia prevenir las infecciones para evitar complicaciones como la pulmonía y la dificultad respiratoria.

## Profilaxis
Según algunos estudios, a los ácidos grasos de cadena muy larga (AGCML) se les ha relacionado con el síndrome de Zellweger, el cual es resultado de un defecto de la beta-oxidación peroxisomal sin tipificar.
La resonancia cerebral y, en algunas ocasiones, la tomografía axial computarizada, permiten establecer un diagnóstico presuntivo de AGCML. El diagnóstico bioquímico o molecular permite localizar portadores o casos prenatales, además de la identificación de familiares asintomáticos.
El diagnóstico prenatal puede realizarse mediante el cultivo de ammniocitos, en el que se detectan acumulación de AGCML y déficit de acetil-CoA-dihidroxi-acetona-fosfato-acetiltransferasa. Al centrifugar estos amniocitos se observa el sobrenadante de la enzima catalasa, el cual precipita en los individuos normales.